# Eutomopepla discuneata
Eutomopepla discuneata är en fjärilsart som beskrevs av Heinrich Benno Möschler 1881. Eutomopepla discuneata ingår i släktet Eutomopepla och familjen mätare. Inga underarter finns listade i Catalogue of Life.